# Obieg węgla w przyrodzie

Przepływ węgla (pierwiastka) w miliardach ton na rok.

Obieg węgla w przyrodzie – biologiczne, chemiczne i fizyczne procesy zachodzące na Ziemi, w wyniku których następuje ciągła wymiana węgla jako pierwiastka znajdującego się w atmosferze, w wodzie, organizmach żywych, ich szczątkach oraz w skorupie ziemskiej.

## Szybki i powolny cykl węglowy
Większość przepływów węgla pomiędzy wodami, atmosferą a biomasą jest odwracalna w skali czasowej dni, miesięcy i lat. Wynika to z krótkiego czasu życia większości organizmów, jak również stałego mieszania warstw wody i z szybkiej wymiany gazów pomiędzy oceanem a atmosferą. Jedynie niewielka część krążącego w szybkim obiegu węgla ulega długotrwałemu związaniu w glebie (np. torfowiska), w skale w lub pogrzebaniu w warstwie osadów.

## Elementy naturalnego cyklu węglowego

Ponad 99% węgla w atmosferze jest związane w cząsteczkach CO2, którego stężenie rośnie. Na wykresie stężenie dwutlenku węgla w powietrzu - tzw. Krzywa Keelinga

Węgiel jako pierwiastek stanowi około 0,03% masy skorupy ziemskiej, 0,0027% masy wody morskiej i 0,017% masy atmosfery. W organizmach żywych jednak jego udział jest znacznie wyższy - od kilku do kilkunastu procent.

### Atmosfera
Węgiel w atmosferze występuje prawie wyłącznie w postaci dwutlenku węgla (99% całej zawartości) i metanu. Węgiel trafia do atmosfery przede wszystkim z organizmów żywych i martwej biomasy zlokalizowanej na powierzchni ziemi, w glebie lub pod powierzchnią wody. Wymiana węgla z atmosferą jest podstawą życia na lądzie. Choć ilość węgla w atmosferze wydaje się niewielka (ok. 900 mld ton), odgrywa on kluczową rolę w obiegu, bo krąży po całej kuli ziemskiej i wyrównuje stężenia tego gazu w wodach i ekosystemach. Węgiel trafia do atmosfery również z powierzchni oceanów np. podczas odparowywania małych kropel wody. Stężenie dwutlenku węgla w atmosferze i wodzie morskiej w normalnych warunkach jest w równowadze. Dopływ węgla w wyniku działalności wulkanicznej jest niewielki - dolne szacunki mówią o 53 mln ton dwutlenku węgla rocznie, górne o 130–230 milionów ton rocznie.

### Biomasa
Węgiel w postaci dwutlenku węgla (CO2) jest asymilowany przez organizmy samożywne (fotoautotrofy w tym rośliny zielone w procesie fotosyntezy i przez chemoautotrofy np. bakterie siarkowe w procesie chemosyntezy), następnie włączany w cząsteczki glukozy, która ulega dalszym przemianom. Część glukozy zostaje z kolei zużyta do budowy komórek i tkanek, a część zużyta jako materiał energetyczny. Zwierzęta zjadając rośliny lub zwierzęta wykorzystują zawarty w związkach organicznych węgiel do budowy swojego ciała, a także w celach energetycznych. Podczas procesów energetycznych węgiel zawarty w związkach chemicznych jest utleniany i w postaci dwutlenku węgla w procesie oddychania jest wydalany do atmosfery lub wody.
Węgiel występuje we wszystkich organizmach żywych w postaci węglowodanów, tłuszczów i białek. Wytworzenie tych substancji ze związków nieorganicznych wymaga dostarczenia energii. Węgiel w postaci nieorganicznej jest absorbowany przez organizmy samożywne z wody lub powietrza na drodze wymiany gazowej i wbudowywany w tkanki. Następnie może zostać przekształcony w ciało innego organizmu (np. konsumenta), lub zostać martwą materią organiczną i w końcu trafić do wody, gleby lub atmosfery. Utlenianie związków organicznych powoduje wydzielenie energii, stąd większość martwej materii organicznej zostaje wykorzystana przez detrytusożerców lub w inny sposób ulega rozkładowi do substancji nieorganicznych. Roczna emisja dwutlenku węgla z rozpadu materiału organicznego w lasach i obszarach trawiastych wynosi 220 miliardów ton (równocześnie podobna ilość jest absorbowana przez inne procesy naturalne, głównie fotosyntezę, dzięki temu te elementy szybkiego obiegu węglowego się równoważą).

### Gleby

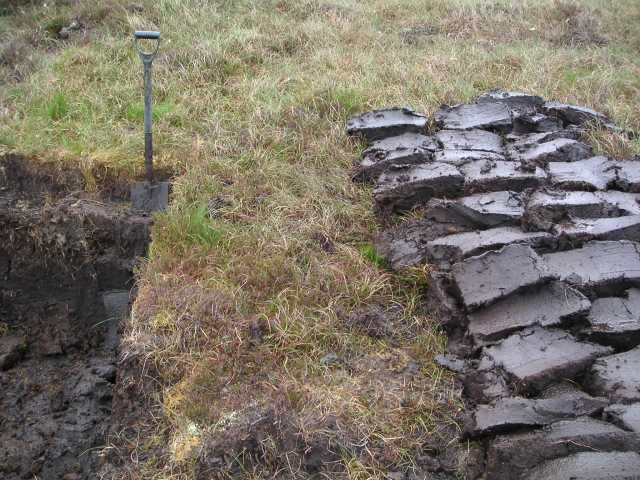
Torf (Lewis, Szkocja)

Węgiel występuje w glebie przede wszystkim w postaci martwej materii organicznej. Tempo jej rozkładu (i usuwania węgla z gleby) zależy przede wszystkim od dostępu tlenu. Najniższa zawartość węgla jest w glebach pustynnych i wysokogórskich, gdzie roślinność jest uboga, a oprócz tego panuje swobodny dostęp powietrza do gleby. W większości gleb uwalnianie węgla do atmosfery równoważy jego coroczne odkładanie. Wyjątkiem są torfowiska, na których ze względu na wysoki poziom wód gruntowych nie ma dostępu powietrza do głębszych warstw gleby. W takich warunkach część obumarłej materii się nie rozkłada, tylko akumuluje powodując odkładanie pokładów torfu. Torfowiska zajmują ok. 3% całej powierzchni lądów i magazynują 1/3 całego węgla zgromadzonego w biomasie i glebie. Jeden hektar torfowiska odkłada od kilkuset kilogramów do dwóch ton węgla rocznie. Bardzo wysoka zawartość węgla występuje też na obszarze wieloletniej zmarzliny, gdzie następuje odkładanie się martwej materii organicznej w stale zamrożonej warstwie gleby. Martwa materia z gleby uczestniczy w szybkim cyklu węglowym z wyjątkiem węgla długotrwale zmagazynowanego w torfie lub wieloletniej zmarzlinie. Węgiel wykluczony z szybkiego cyklu węglowego może do niego wrócić po zmianie warunków panujących w glebie np. w wyniku suszy, pożaru lub zmiany klimatu.

### Skały i osady
Litosfera jest największym rezerwuarem węgla na naszej planecie. Większa część tego pierwiastka występuje w skorupie ziemskiej w postaci skał węglanowych i rozproszonych złóż kerogenu i innych węglowodorów (w tym węgli kopalnych, ropy naftowej i gazu ziemnego). Jedynie niewielka część występuje w formie na tyle skoncentrowanej, aby możliwa była opłacalna eksploatacja w celach energetycznych. Węgiel osadza się w glebie w procesie sedymentacji w zbiornikach wodnych (szczególnie w warunkach beztlenowych) lub wskutek pogrzebania gleb organicznych (np. torfu) pod innymi warstwami osadów. Wytworzenie węgla kamiennego lub ropy naftowej trwa zwykle co najmniej kilkadziesiąt milionów lat. Osadzanie węgla w litosferze to bardzo powolny proces, o kilka rzędów wielkości mniejszy niż obieg w szybkim cyklu węglowym. Węgiel ze skał wraca do szybkiego obiegu węglowego w momencie rozpuszczania skał węglanowych wodą opadową (o lekko kwaśnym odczynie wskutek obecności dwutlenku węgla w powietrzu) lub w momencie wydostania się węglowodorów na powierzchnię (np. Jezioro Asfaltowe). Szybkość rozpuszczania skał zależy m.in. od temperatury i intensywności opadów. W gorącym klimacie procesy wietrzenia są bardziej intensywne, co powoduje przyspieszone usuwanie węgla z atmosfery i osłabienie efektu cieplarnianego. W ten sposób temperatura Ziemi stabilizowana jest w długim horyzoncie czasowym na poziomie zdatnym dla życia. 

### Morza i Oceany

Większość węgla w oceanach występuje w postaci jonów kwasu węglowego - anionu wodorowęglanowego i anionu węglanowego. Ich ilość względem siebie (i względem rozpuszczonego gazowego CO2 zależy od pH roztworu. Na niebiesko zaznaczono obecne pH wody morskiej.

Woda w oceanach styka się z dwoma potężnymi rezerwuarami węgla - atmosferą i osadami węglowymi na dnie oceanów. W normalnych warunkach (stabilne stężenie CO2 w atmosferze) dopływ węgla z atmosfery jest w równowadze z wydzielaniem CO
2 przez ocean. Pochłanianie dwutlenku węgla zachodzi przede wszystkim w strefach umiarkowanych i podbiegunowych, gdyż w niskiej temperaturze rozpuszczalność CO
2 w wodzie jest wyższa. Na skutek cyrkulacji oceanicznej woda w tych regionach opada i rozpływa się w głębinach na niższe szerokości geograficzne. Po drodze następuje dodatkowy dopływ węgla z powierzchniowych warstw oceanu wskutek opadania martwych szczątków organicznych w głębiny. W miejscach, gdzie wskutek upwellingu woda wypływa z głębin na powierzchnię następuje wydzielanie węgla w postaci CO
2 do atmosfery. Przy okazji następuje też powrót wapnia na powierzchnię, gdyż woda w głębinach, ze względu na niższe pH i wyższe ciśnienie rozpuszcza część węglanu wapnia opadającego na dno.
Oprócz dwutlenku węgla i jonów węglanowych w oceanie występują też rozpuszczone związki organiczne oraz żywa biomasa. Niewielka część osadów nie rozpuszcza się, ale zostaje pogrzebana na dnie morskim i staje się częścią skał osadowych. Tempo trwałego osadzania węgla na dnie morza rośnie w sytuacji pojawienia się na dnie strefy beztlenowej. Występowanie takich warunków jest powiązane z wysokim stężeniem CO
2 w atmosferze i gorącym klimatem. Przyspieszone wiązanie CO2 w litosferze przy wysokich temperaturach powietrza jest jednym ze sprzężeń zwrotnych tworzących "termostat węglowy" stabilizujący klimat Ziemi w skali czasowej setek tysięcy i milionów lat.
W ciągu ostatnich kilkudziesięciu lat na skutek nagłego wzrostu stężenia dwutlenku węgla w atmosferze powierzchnia oceanu zaczęła absorbować ten gaz powodując jego zakwaszanie. Od czasów przedprzemysłowych średnie pH wody w oceanie spadło z 8,21 do 8,10. Dalszy wzrost stężenia CO2 w powietrzu będzie zagrażał życiu wielu organizmów morskich stanowiących istotny element łańcucha pokarmowego, które wykorzystują węglan wapnia do budowy swoich skorupek.

## Wpływ człowieka
| Rezerwuar                   | Ilość [gigatony] |
| --------------------------- | ---------------- |
| Atmosfera                   | 720              |
| Oceany (całkowity)          | 38 400           |
| Całkowity nieorganiczny     | 37 400           |
| Warstwa powierzchniowa      | 670              |
| Warstwa głębin              | 36 730           |
| Całkowity organiczny        | 1000             |
| Litosfera                   |                  |
| Osady węglanowe             | > 60 000         |
| Kerogen                     | 15 000           |
| Biosfera lądowa (całkowity) | 2000             |
| Biomasa żywa                | 600–1000         |
| Biomasa martwa              | 1200             |
| Biosfera wodna              | 1–2              |
| Paliwa kopalne (całkowity)  | 4130             |
| Węgiel                      | 3510             |
| Ropa naftowa                | 230              |
| Gaz                         | 140              |
| Inne (torf)                 | 250              |

Działalność człowieka ma wpływ na zaburzenie naturalnego cyklu węglowego. Najsilniej wpływ ten widać w atmosferze, biomasie i powierzchniowych warstwach gleby. Łączne antropogeniczne emisje CO
2 do atmosfery wyniosły w 2020 roku ok. 34 mld ton (9,3 mld ton pierwiastkowego węgla).

### Spalanie paliw kopalnych i produkcja cementu
Wydobycie i spalanie paliw kopalnych powoduje wprowadzenie do atmosfery węgla, który od milionów lat nie brał udziału w szybkim cyklu węglowym. Emisje dwutlenku węgla z tego źródła szacowane są na ok. 90% całkowitych antropogenicznych emisji tego gazu. Produkcja cementu polega na prażeniu wapienia (CaCO
3), czemu towarzyszy wydzielenie dwutlenku węgla do atmosfery i odpowiada za dodatkowe 3% emisji CO
2.

### Wylesianie i niszczenie gleb organicznych
Przekształcanie naturalnych terenów na użytki rolne zazwyczaj powoduje znaczne zmniejszenie ilości węgla zmagazynowanego w glebie i roślinach. Jeden hektar lasu magazynuje od ok. stu do kilkuset ton (w nielicznych przypadkach nawet 1819 ton) pierwiastkowego węgla. Najwięcej węgla zmagazynowane jest w naturalnym lesie. Gospodarka leśna powoduje zmniejszenie ilości węgla w ekosystemie, ponieważ po wycięciu dużych drzew nowe sadzonki potrzebują wielu lat aby osiągnąć te same rozmiary i z powrotem zmagazynować taką samą ilość węgla w swoich tkankach. Szczególne niekorzystne jest przekształcanie rolnicze torfowisk. Jeden hektar odwodnionego torfowiska w Polsce wydziela rocznie 15-20 ton CO
2, a jeden hektar w Azji Południowo-Wschodniej aż 50-60 ton CO
2. Podgrzanie temperatury Ziemi o 2 °C może spowodować uwolnienie z gleb do atmosfery dalszych 230 miliardów ton węgla, czyli odpowiednika 25 lat ludzkich emisji tego gazu.

### Sekwestracja
Sekwestracja dwutlenku węgla to działanie mające na celu przechwycenie węgla z powietrza lub spalin i uwięzienie go w trwały sposób. Jako możliwe metody najczęściej wymienia się wychwyt tego gazu ze spalin i zatłaczanie pod ziemię (np. do złóż ropy naftowej i gazu ziemnego). Jeśli przechwycony gaz pochodzi z szybkiego cyklu węglowego (np. ze spalania biomasy), efektem jest negatywna emisja dwutlenku węgla. Możliwe jest zatłaczanie pod ziemię samych spalin pod warunkiem, że proces spalania przeprowadzony był w tlenie. Wówczas po kondensacji pary wodnej spaliny stanowią sam dwutlenek węgla. Jedną z najczęściej stosowanych metod jest biosekwestracja, czyli umożliwienie wzrostu roślin o długim okresie życia (zwłaszcza drzew), które zmagazynują węgiel w swoich tkankach. Taka forma magazynowania również jest uważana za trwałą, pod warunkiem, że powstały ekosystem jest odporny na zmiany w środowisku (np. zmianę klimatu). Sekwestracja w żywych roślinach ma swoje ograniczenia - biomasa leśna przyrasta tylko do określonego poziomu, zazwyczaj nie wyższego niż dla lasów naturalnych. Nawet przywrócenie naturalnego lasu na wszystkich pierwotnych obszarach Ziemi nie skompensuje emisji węgla ze złóż paliw kopalnych.

## Metody pomiaru
Stężenie dwutlenku węgla w atmosferze odbywa się m.in. za pomocą spektrometrów na podczerwień. Zawartość jonów węglanowych w wodzie morskiej można zmierzyć poprzez pobór próbek wody z różnych głębokości i analizę składu rozpuszczonych gazów. Badanie zawartości węgla w glebie, żywej biomasie i litosferze jest trudniejsze i obarczone większą niepewnością, bo stężenie związków węgla nie jest równomierne.

### Izotopy węgla
Węgiel występuje w przyrodzie w trzech izotopach. Węgiel-12 i węgiel-13 są stabilne, a ich wzajemna proporcja zależy od ilości węgla dostępnego w szybki cyklu węglowym. Węgiel-12 (najczęściej spotykany) jako lżejszy jest chętniej absorbowany przez rośliny. W organizmach żywych i powstałych z nich osadach (w tym paliwach kopalnych) jego stężenie jest stosunkowo wyższe niż cięższego izotopu. Wydzielenie do atmosfery dużej ilości CO
2 z tych źródeł zwiększa proporcję węgla-12 w atmosferze i powiązanych z nią rezerwuarach węgla (w tym płytkich warstwach oceanu).
Węgiel-14 to rzadki, promieniotwórczy izotop o czasie połowicznego rozpadu równym 5730 ±40 lat. Powstaje wyłącznie w wyższych warstwach atmosfery wskutek działania promieniowania kosmicznego. Wchodzi w skład cząsteczek CO
2 w atmosferze. Po wbudowaniu w żywe tkanki atomy węgla-14 wciąż ulegają rozpadowi, więc ich liczba spada. Umożliwia to datowanie radiowęglowe szczątków organicznych, czyli określanie ich wieku na podstawie ilości atomów węgla-14 jaka w nich pozostała.